# Rena Nōnen
Rena Nōnen (às vezes escrito como Rena Nounen) (能年 玲奈, Nōnen Rena, nascida em 13 de julho de 1993), conhecida profissionalmente como Non (のん, Non), é uma atriz, modelo e cantora japonesa de Kamikawa, na prefeitura de Hyōgo. Ela é mais conhecida por seus papéis principais na série dramática da NHK, Amachan (2013). Em julho de 2016 foi anunciado que ela mudou seu nome artístico para "のん, Non."

## Carreira
Nōnen estreou como modelo em 2006 e foi selecionada como a décima primeira personagem comercial da Calpis em 2012. Em 2012, ela foi escolhida em um teste com 1.953 mulheres para interpretar a heroína na asadora de 2013 da NHK, Amachan, na qual ela interpreta uma estudante do ensino médio que decide se tornar uma ama, ou mergulhadora feminina de pérolas, além de uma ídolo. Amachan foi um sucesso de audiência, obtendo uma classificação média de 20,6% ao longo da série, perdendo apenas para a asadora Umechan Sensei (com 20,7%) na última década. Nōnen serviu como "Embaixadora de Relações Públicas" no Kohaku Uta Gassen de 2013 e foi uma artista de destaque no show, cantando e regendo a banda. Ela começou a lançar suas próprias músicas em 2017 com seu single de estreia Ohirome Pack e lançou seu álbum de estreia chamado Superhero's em 2018.

### Televisão de anime
- Onihei (2017) como Otaka
- Pokémon Concierge (2023) como Haru[11]

### Revistas
- Nicola, Shinchosha, 1997-, como modelo exclusiva (2006–2010).[12]
- Beautiful Lady &amp; Television, Nounen Rena no Pop de Art na Uhihi. Style Guri-Guri-Gurumi, Serviço de Notícias de Tóquio.[13]

### Álbuns de fotos
- NHK Renzoku TV Shōsetsu Amachan Nounen Rena featuring Amano Aki (NHK Shuppan); ISBN 9784140816110.[14]
- Guri-Guri-Gurumi, o primeiro álbum de fotos de Nounen Rena (Serviço de Notícias de Tóquio).[15]

## Discografia

### Álbuns completos
- Superheroes' (2018)
- Pursue (2023)

### Singles e EPs
- Ohirome Pack (2017)
- スーパーヒーローになりたい (Superhero ni Naritai/Eu quero ser uma superheroína) (2017)
- RUN!!! (2018)
- わたしはベイベー (Watashi wa Baby/Sou um bebê) (2018)
- やまないギャル (Yamanai Girl/Garota Yamanai) (2019)
- Baby Face (2019)
- この町は (Kono Machi Ha) (2019)
- わたしは部屋中 (Watashi wa Heyaju) (2019)
- クリスマスソング (Canção de Natal) (2019)
- なまいきにスカート (Namaiki ni Skirt) (2020)

## Prêmios
2006
- 10ª teste do modelo Nicola - Grande Prêmio

2012
- 37º Prêmio Hochi de Cinema - Melhor Novo Artista por Karasu no Oyayubi

2013
- 6º Prêmio de Tóquio de Drama - Melhor Atriz por Amachan
- 26º Prêmio Shogakukan DIME Trend - O homem nas notícias
- 78º Prêmio da Academia de Drama de Televisão - Melhor Atriz por Amachan

2014
- 38º Prêmio Élan d'or - Estreante do Ano
- 22º Prêmio Hashida - Prêmio Estreante para Amachan
- 17º Grande Prêmio de Drama Esportivo Nikkan - Melhor Atriz por Amachan
- 6º Prêmio TAMA de Cinema - Melhor Atriz em Ascensão por Hot Road
- 27º Prêmio Nikkan de Filme Esportivo - Estreante do Ano

2015
- 38º Prêmio de Cinema da Academia do Japão - Estreante do Ano por Hot Road
- 31º Prêmio Asakusa de Entretenimento - Melhor Revelação

2016
- 38º Festival de Cinema de Yokohama - Prêmio Especial do Júri por Neste Canto do Mundo

2017
- 31º Festival de Cinema de Takasaki - Prêmio Horizont por Neste Canto do Mundo
- 21º Prêmio Japão de Filmes na Internet - Melhor Atriz por Neste Canto do Mundo
- 11º Prêmio Seiyu - Prêmio Especial